# Selliguea incisocrenata
Selliguea incisocrenata är en stensöteväxtart som först beskrevs av Ren-Chang Ching, W.M.Chu och S.G.Lu, och fick sitt nu gällande namn av S.G.Lu, Hovenkamp och M.G.Gilbert. Selliguea incisocrenata ingår i släktet Selliguea och familjen Polypodiaceae. Inga underarter finns listade.